# Iavorivka, Novohrad-Volînskîi
Iavorivka (în ucraineană Яворівка) este un sat în comuna Lebedivka din raionul Novohrad-Volînskîi, regiunea Jîtomîr, Ucraina.

## Demografie
Componența lingvistică a localității Iavorivka
     Ucraineană (97,48%)
     Rusă (2,52%)
Conform recensământului din 2001, majoritatea populației localității Iavorivka era vorbitoare de ucraineană (97,48%), existând în minoritate și vorbitori de rusă (2,52%).